# Tord Holmgren
Pour les articles homonymes, voir Holmgren.
Tord Holmgren, né le 9 novembre 1957 à Palohuornas (Suède), est un footballeur suédois, évoluant au poste de milieu de terrain. 
Au cours de sa carrière, il évolue au Gällivare SK, à l'IFK Göteborg et au Fredrikstad FK ainsi qu'en équipe de Suède. Holmgren marque un but lors de ses vingt-six sélections avec l'équipe de Suède entre 1979 et 1985. 
Il réalise l'essentiel de sa carrière en club et en sélection avec son frère cadet, Tommy Holmgren.

## Biographie

### En club
Avec l'IFK Göteborg, il remporte deux Coupes de l'UEFA, quatre championnats de Suède et trois Coupes de Suède. Il inscrit un but lors de la finale aller de la Coupe UEFA 1982 disputée face au club allemand du Hambourg SV.
Il dispute un total de 15 matchs en Coupe d'Europe des clubs champions, inscrivant trois buts dans cette compétition. Il atteint les demi-finales de cette compétition en 1986, en étant éliminé par le club espagnol du FC Barcelone.
En première division suédoise, son bilan est de 217 matchs joués, pour 22 buts marqués. Il réalise sa meilleure performance en 1980, où il inscrit sept buts en championnat.

### En équipe nationale
Il reçoit 26 sélections et inscrit un but en équipe de Suède entre 1979 et 1985.
Il joue son premier match en équipe nationale le 14 novembre 1979 contre la Malaisie, match au cours duquel il inscrit un but. Il inscrit un second but le 24 septembre 1980 contre la Bulgarie. Il joue son dernier match le 17 novembre 1985 contre Malte.

## Carrière de joueur
- 1976 :  Gällivare SK
- 1977-1987 :  IFK Göteborg
- 1988 :  Fredrikstad FK

## Palmarès

### En équipe nationale
- 26 sélections et 1 but avec l'équipe de Suède entre 1979 et 1985.

### Avec l'IFK Göteborg
- Vainqueur de la coupe de l'UEFA en 1982 et 1987
- Vainqueur du championnat de Suède en 1982, 1983, 1984 et 1987
- Vainqueur de la coupe de Suède en 1979, 1982 et 1983